# Санта-Марія-Майор
Санта-Марія-ла-Майор (Поселення Святої Марії Основи) — історичне поселення розташоване в департаменті Санта-Марія, провінції Місьйонес в Аргентині, при приблизні координати 27°53′ пд. ш. 55°20′ зх. д. / 27.883° пд. ш. 55.333° зх. д.. Поселення було одним з місій або редукцій заснованих в 17 столітті єзуїтами в Південній Америці в іспанський колоніальний період.
Єзуїтське поселення (редукція) Санта-Марія-Майор для індіанців племен ґуарані було засновано 1626 року. В 1744 р. в ньому мешкало 993 охрещених індіанців. Воно було покинуте, коли розпочалась військова кампанія іспансько-португальських військ проти місій єзуїтів, а згодом відбулось вигнання Товариства Ісуса з іспанських колоній в 1767 році.

## Всесвітня спадщина
Залишки величних будівель редукції Санта-Марія-Майор були оголошені Всесвітньої спадщиною ЮНЕСКО 1984 року, разом з іншими поселеннями єзуїтів в цьому районі. Руїни в Санта-Марії були більш пошкодженні, і не так добре збереглися, як у Сан-Іґнасіо-Міні (також провінція Місьйонес).